# Камунский язык
Камунский язык — исчезнувший язык, носителями которого являлось альпийское племя камунов, проживавшее в Камунской долине (ныне Брешиа, Италия). Происхождение и генетическая классификация языка неизвестны, поскольку от него остались слишком краткие памятники, в 1-2 слова.
Памятниками камунов являются Петроглифы Валь-Камоники, отнесённые к Всемирному наследию ЮНЕСКО.

## Алфавит и надписи
Камунские тексты записывались вариантом этрусского письма, который иногда называют «алфавит Сондрио». Известно около 200 надписей, большинство обнаружено в Камунской долине (Val Camonica). Язык, вероятно, исчез около 1 в. до н. э. в связи с римской экспансией.

## Топонимы
Местные топонимы Камунской долины и старинные слова камунского диалекта итальянского языка играют важную роль в определении слов собственно камунского языка.

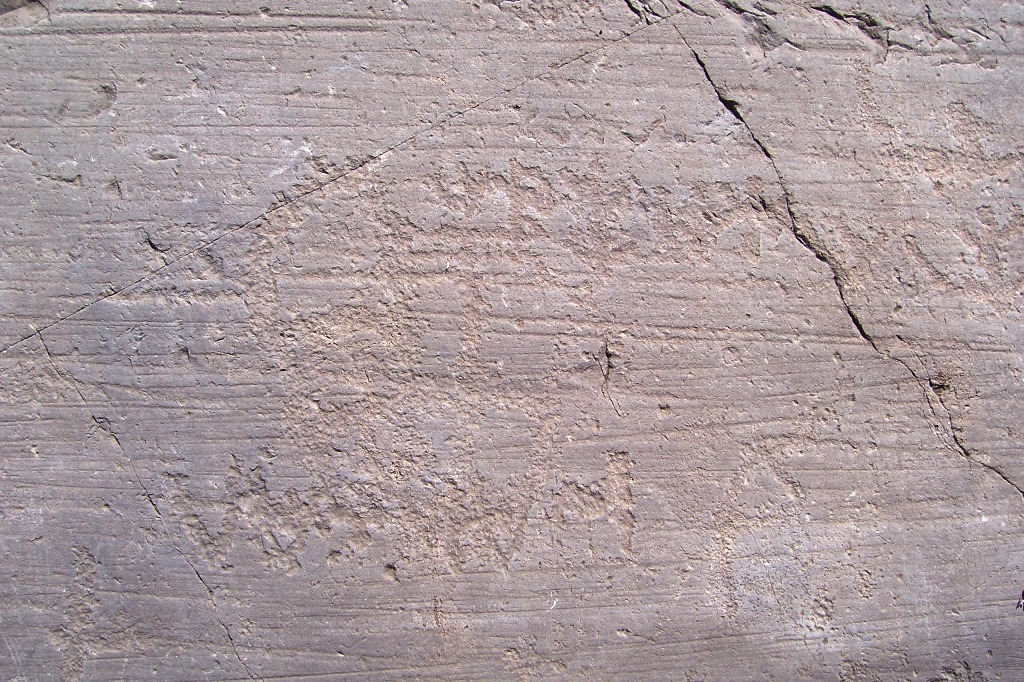
Надпись из Надро

| Топоним | Итальянский язык | Значение                    | Местонахождение                                      |
| ------- | ---------------- | --------------------------- | ---------------------------------------------------- |
| Còren   | Corna            | Скала, камень               | Loc. Corna (Darfo Boario Terme)                      |
| Cùi     | Covel            | Пещера, укрытие под скалами | Dos Cùi (Nadro)                                      |
| Fopa    | Foppa            | Узкое место, отверстие      | Foppe (Nadro)                                        |
| Luera   | Lovera           | Шахта                       | Ловере, Паиско-Ловено                                |
| Poja    | Poia             | Грязное место               | Torrente Poia (Cedegolo), Loc. Poia (Ponte di Legno) |
| Ruc     | Ronchi           |                             | Ronchi di Zir (Capo di Ponte)                        |

## Исследователи
- Грация, Мария
- Дзаварони, Адольфо
- Манчини, Альберто
- Моранди, Алессандро
- Тибилетти, Бруно